# Eparchia Ujjain
Eparchia Ujjain – eparchia Kościoła katolickiego obrządku syromalabarskiego w Indiach. Została utworzona w 1968 jako egzarchat apostolski. Podniesiona do rangi eparchii w 1977.

## Ordynariusze
- John Perumattam, † (1968–1998)
- Sebastian Vadakel, M.S.T., od 1998